# Venus Rising
Venus Rising ist ein US-amerikanischer Actionfilm aus dem Jahr 1995. Regie führten Leora Barish und Edgar Michael Bravo, das Drehbuch schrieb Leora Barish.

## Handlung
Die Handlung spielt im 21. Jahrhundert. Die meisten Menschen werden durch Drogen und Programme der virtuellen Realität unter Kontrolle gehalten. Eve und Vegas fliehen aus dem Gefängnis K314 und verstecken sich auf einer Insel im Pazifik. Eve tötet einen Mann, der sie belästigt und erinnert sich an ähnliche Belästigungen in früheren Jahren. Sie freundet sich mit der bisexuellen Maria an, deren Identität sie nach dem Selbstmord Marias annimmt. Eve findet Arbeit als Kellnerin in einem Club.
Die Besitzer des Gefängnisses lassen die Flüchtlinge verfolgen. Das Paar wird gefunden und kämpft gegen die Verfolger, dabei werden Menschen getötet. Eve verlässt Vegas für Nick, den die virtuelle Realität genauso wie sie fasziniert.

## Kritiken
Die Redaktion von TVGuide schrieb, es habe in der vorangegangenen Zeit bereits genügend Filme über die Virtuelle Realität wie Virtuosity gegeben. Die Charaktere seien „dünn wie Papier“; die Darsteller würden wirken, als ob sie soeben aufgewacht wären. An einer anderen Stelle wurden die Hauptdarsteller als „Fashion-Zombies“ beschrieben. Es gebe kaum Verbindungen zwischen den Charakteren und den Ereignissen.

## Hintergründe
Der Film wurde in Los Angeles und auf Hawaii gedreht.